# Міхай Кепецине
Міхай Кепецине (рум. Mihai Căpățînă, нар. 16 грудня 1995, Слатіна) — румунський футболіст, півзахисник клубу «КС Університатя».
Виступав, зокрема, за клуби «Олт Слатіна» та «Волунтарі», а також молодіжну збірну Румунії.
Дворазовий володар Кубка Румунії.

## Клубна кар'єра
У дорослому футболі дебютував 2013 року виступами за команду «Олт Слатіна», в якій провів два сезони, взявши участь у 34 матчах чемпіонату. 
Своєю грою за цю команду привернув увагу представників тренерського штабу клубу «Волунтарі», до складу якого приєднався 2015 року. Відіграв за волунтарійську команду наступні п'ять сезонів своєї ігрової кар'єри. Більшість часу, проведеного у складі «Волунтарі», був основним гравцем команди.
До складу клубу «КС Університатя» приєднався 2020 року. Станом на 3 серпня 2022 року відіграв за крайовську команду 46 матчів в національному чемпіонаті.

## Виступи за збірну
У 2016 році залучався до складу молодіжної збірної Румунії. На молодіжному рівні зіграв в одному офіційному матчі.

## Титули і досягнення
- Володар Кубка Румунії (2):

«Волунтарі»: 2016-2017
«КС Університатя»: 2020-2021
- Володар Суперкубка Румунії (2):

«Волунтарі»: 2017
«КС Університатя»: 2021